# Xã Camp Point, Quận Adams, Illinois
Xã Camp Point (tiếng Anh: Camp Point Township) là một xã thuộc quận Adams, tiểu bang Illinois, Hoa Kỳ. Năm 2010, dân số của xã này là 1.632 người.